# Jane Thabantso
Jane Thaba- Ntso (Lesoto; 22 de enero de 1996) es un futbolista de Lesoto que juega en la posición de delantero y que actualmente milita en el Matlama FC de la Primera División de Lesoto.
Figura como el primer y único futbolista en anotar el gol más rápido en la historia de la Copa COSAFA.

## Carrera

### Club
Ha jugado toda su carrera con el Matlama FC desde su debut en 2014 y ha sido campeón nacional en dos ocasiones.

### Selección nacional
Debutó con Lesoto en 2015 y ha disputado más de 60 partidos con la selección nacional. Con 10 goles y 64 apariciones oficiales (más tres en partidos no reconocidos por la FIFA) es el máximo anotador (empatado con Sera Motebang) y el jugador con más apariciones en la selección.

## Estadísticas

### Resumen estadístico
| Equipo                                          | Partidos | Goles |
| ----------------------------------------------- | -------- | ----- |
| Matlama FC                                      | 2        | 0     |
| Selección de fútbol de Lesoto                   | 64       | 10    |
| Total en su carrera                             | 66       | 10    |
| Estadísticas hasta el 25 de septiembre de 2022. |          |       |

## Palmarés
- Primera División de Lesoto (2): 2018–19, 2020-21.